# 冯仲云
冯仲云（1908年3月23日—1968年3月17日），男，江苏武进人，中国东北抗日联军领导人物。

## 生平
冯仲云是江苏武进横林镇余巷人。1923年，小学未毕业的冯仲云考入杭州蕙兰中学校。1926年秋，冯仲云考入清华学校（1928年改称国立清华大学）大学部，成为清华大学数学系第一届学生。在校学习期间，冯仲云接触中国共产党党员及马克思列宁主义著作。1927年4月24日，冯仲云加入中国共产党。1928年冯仲云任中共清华大学党支部书记。1930年2月，冯仲云调入中共北京市委任职，同年10月，大学毕业的冯仲云到哈尔滨商船专门学校任数学教授。冯仲云以教授身份为掩护，在江北区进行中共地下活动。1931年5月，冯仲云任中共江北区宣传部长。1931年5月，冯仲云与读完中大附中的薛雯在北平结婚。
1931年九一八事变后，冯仲云任中共全满反日总会党组书记兼中共满洲省委少数民族委员会负责人。1932年，冯仲云赴汤原，同中共汤原中心县委负责人共同创建中国工农红军第二十三军汤原游击队，该游击队是日后东北抗日联军第六军的前身。1934年春，赴绥芬河安城设国际交通站，并作为中共满洲省委代表巡视牡丹江、安达、朱江等地。1935年1月，东北人民革命军第三军成立，赵尚志为军长，冯仲云为政治部主任兼中共朱江县委宣传部长，成为该县委全面工作的实际负责人。第三军主力转移后，他率第三军、青年义勇军各一部，在珠河、苇河地区坚持斗争。1935年7月，他返回哈尔滨担任中共满洲省委秘书长，负责中共满洲省委机关报《东北民众报》、理论刊物《满洲红旗》的编辑及出版。
1936年9月，中共北满临时省委成立，冯仲云当选中共北满临时省委书记。1937年抗日战争全面爆发，此后他常潜赴抗联第三、第六军视察，并率部在小兴安岭活动。1939年5月，在抗联第三、第六、第九、第十一军的基础上成立了东北抗日联军第三路军，张寿缀任总指挥，冯仲云任政委。1941年12月太平洋战争爆发后，日军在满洲增兵至一百万人，“毁灭性的扫荡”东北抗日联军。1942年7月，中共南满、北满、吉东三个省委合并成立中共东北委员会，冯仲云任该委员会委员。后来，东北抗日联军在日军大规模扫荡下，被迫赴中苏边境整训，仅存的部队合组苏联远东方面军独立第88步兵旅，冯仲云任该旅政治教员。
1945年抗日战争结束后，冯仲云奉派赴沈阳、哈尔滨等地任职。1946年4月，任松江省人民政府主席兼哈尔滨工业大学校长。中华人民共和国成立后，1953年6月出任北京图书馆馆长。1954年9月，任中华人民共和国水利部副部长兼华东水利学院院长、中国水利学会负责人。1955年9月，获一级独立自由勋章、一级八一勋章。1958年，任中华人民共和国水利电力部副部长。冯仲云还当选中国共产党第八次全国代表大会代表，第一、二、三届全国人民代表大会代表。文化大革命中，冯仲云受到迫害。
1968年3月17日，冯仲云因病逝世，享年60岁。

## 贡献
- 抗战结束后，冯仲云积极倡议用杨靖宇、赵尚志和赵一曼等烈士的名字作为地名。[1]
- 他提议创办了公费全托的“东北烈士子弟小学”——哈尔滨继红小学。[1]
- 电影《中华儿女》(1949年，编剧：颜一烟)、《赵一曼》(1950年版)都是在冯仲云的直接关怀和指导下拍摄成的。[1]

## 评价
建国后，毛泽东曾当面对冯仲云说东北抗联的斗争比长征还要艰难、艰苦。

## 子女
冯仲云有2个儿子冯松光、冯江华以及3个女儿冯忆罗、冯丽文、冯丹云。大女儿冯忆罗于1932年4月26日生于哈尔滨市。因满洲省委遭到日满大破坏，1934年10月与母亲被迫撤退回江苏老家，在与父亲分别时，地下交通带来消息：冯仲云的亲密战友、满洲省委书记罗登贤已经于一年多前在南京雨花台就义牺牲。冯仲云激动地对薛雯说：登贤同志最喜欢囡囡了，我们就把女儿的名字改成忆罗吧，等女儿长大懂事了就开始用这个名字，以此来纪念和缅怀他。薛雯来到上海后，遭遇反共大搜捕，出狱后又与组织失去联系，无法回到东北。薛雯带着大女儿与冯仲云分离12年，期间两人没有彼此的消息。冯忆罗在南方长大，1945年7月年仅13岁时参加新四军分配在苏中军区司令部工作。因年龄太小，她只好恳求新四军办事处的人说，只有参加抗日的队伍，才有可能找到失去联系的爸爸。1946年，冯仲云和妻子薛雯在哈尔滨团聚。建国后，冯忆罗曾在哈尔滨工业大学学习俄语，后去北京外交学院国际关系专业，并成为北京外交学院培养的第一批毕业生。毕业后，分配到国家农业部外事局工作。从国家外国专家局离休、享受副司级待遇。
冯忆罗丈夫韩定平1925年5月生于高邮县临泽韩庄，1940年投身地下革命工作，1944年12月参加新四军后报送“苏中公校”学习。历任高邮县独立团干部训练队任教育干事、苏中军区政治部前方工作队组长、苏中军区供应部书记，1946年选送东北民主联军航空学校（即“东北老航校”）领航队第一期学员，1948年12月从毕业后，担任华北航空处秘书。1949年5月后任上海空军部办公室副主任，参加接收“两航起义”。1949年10月调任华东航空处秘书室秘书主任，11月任华东航空处侦察科副科长，不久入空军一航校第一期领航速成班，于1950年5月毕业。在空军混成第四旅第12团的图-2型轰炸机领航员。1951年1月任空三师领航主任。1951年10月21日，随空三师入朝参加抗美援朝，在前线指挥所负责空三师对空作战指挥和引导。朝鲜战争结束后，韩定平任空司领航处副科长。1954年4月调任新组建的海航担任训练处领航科科长。1956年韩定平与冯忆罗在北京结婚。1959年5月任海航司领航处处长。1960年任航五师副师长。1981年任海航司副参谋长，负责装备科技工作。1983年任海航司副军职顾问。
冯忆罗与韩定平的儿子：韩晓平、韩晓罗